# Andreas Cruesen

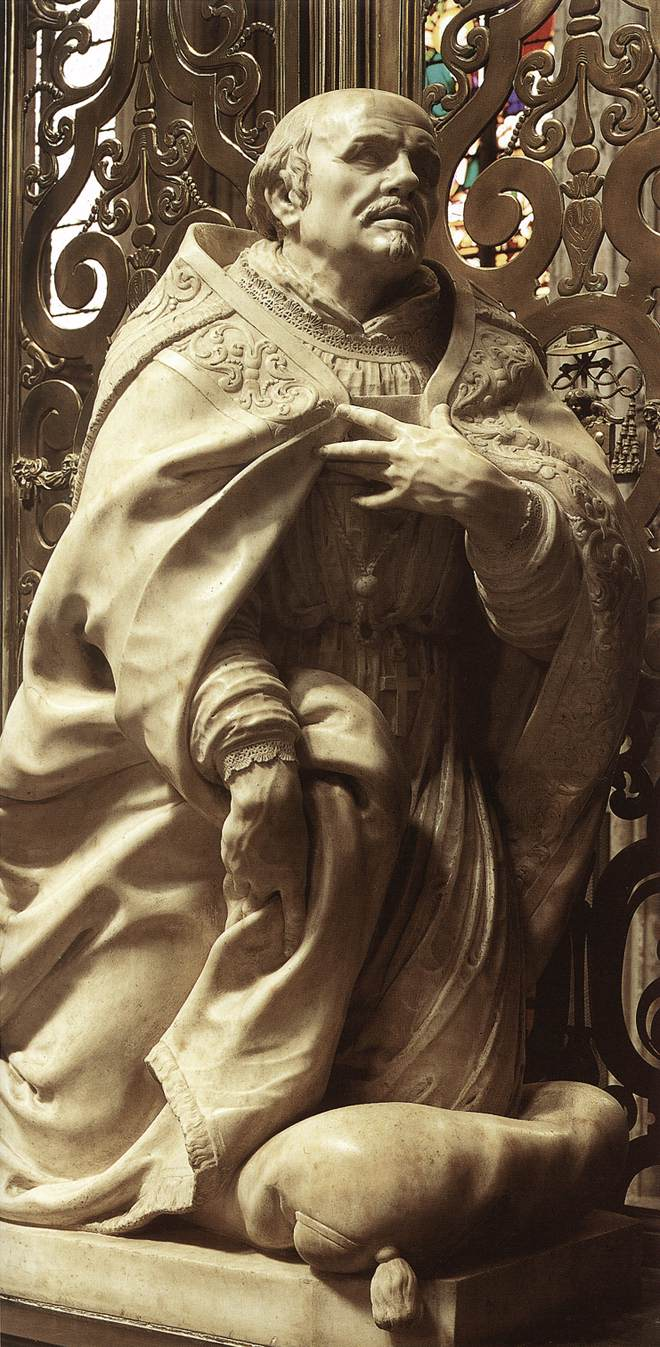
Andreas Cruesen auf seinem Grabmal

Andreas Cruesen (auch Andreas Creusen; * 1591 in Maastricht; † 8. November 1666 in Brüssel) war ein Theologe und Erzbischof.

## Leben
Cruesen, der Sohn des späteren Maastrichter Bürgermeisters Hubert Creusen, besuchte die Lateinschule in Maastricht und die dortige Jesuitenschule. Er ging weiter nach Rom, wo er seine Ausbildung am Collegium Germanicum bei St. Apollinaris fortsetzte. Seine Promotion zum Doktor der Theologie erfolgte an der Universität Wien. Er wurde in Wien Berater und Kaiserlicher Rat unter dem deutschen Kaiser Ferdinand II. und Großkaplan für die kaiserliche Armee im Heiligen Römischen Reich und Königreich Ungarn ernannt.
Cruesen kehrte 1630 in die Niederlande zurück und wurde auf Betreiben des Kaisers Kanoniker an der Kathedrale von Cambrai. 1640 wurde er zum Erzdiakon von Brabant ernannt.
Am 22. Mai 1651 wurde Cruesen zum Bischof von Roermond auserwählt, am 23. Juli desselben Jahres erfolgte die Bischofsweihe. Am 6. September 1656 folgte schließlich die Ernennung zum Erzbischof von Mechelen, die Weihe dann am 9. April 1657.
Er wurde in der Kathedrale von Mecheln in einem von Lucas Faydherbe geschaffenen opulenten Grabmal beigesetzt.